# Ernemann

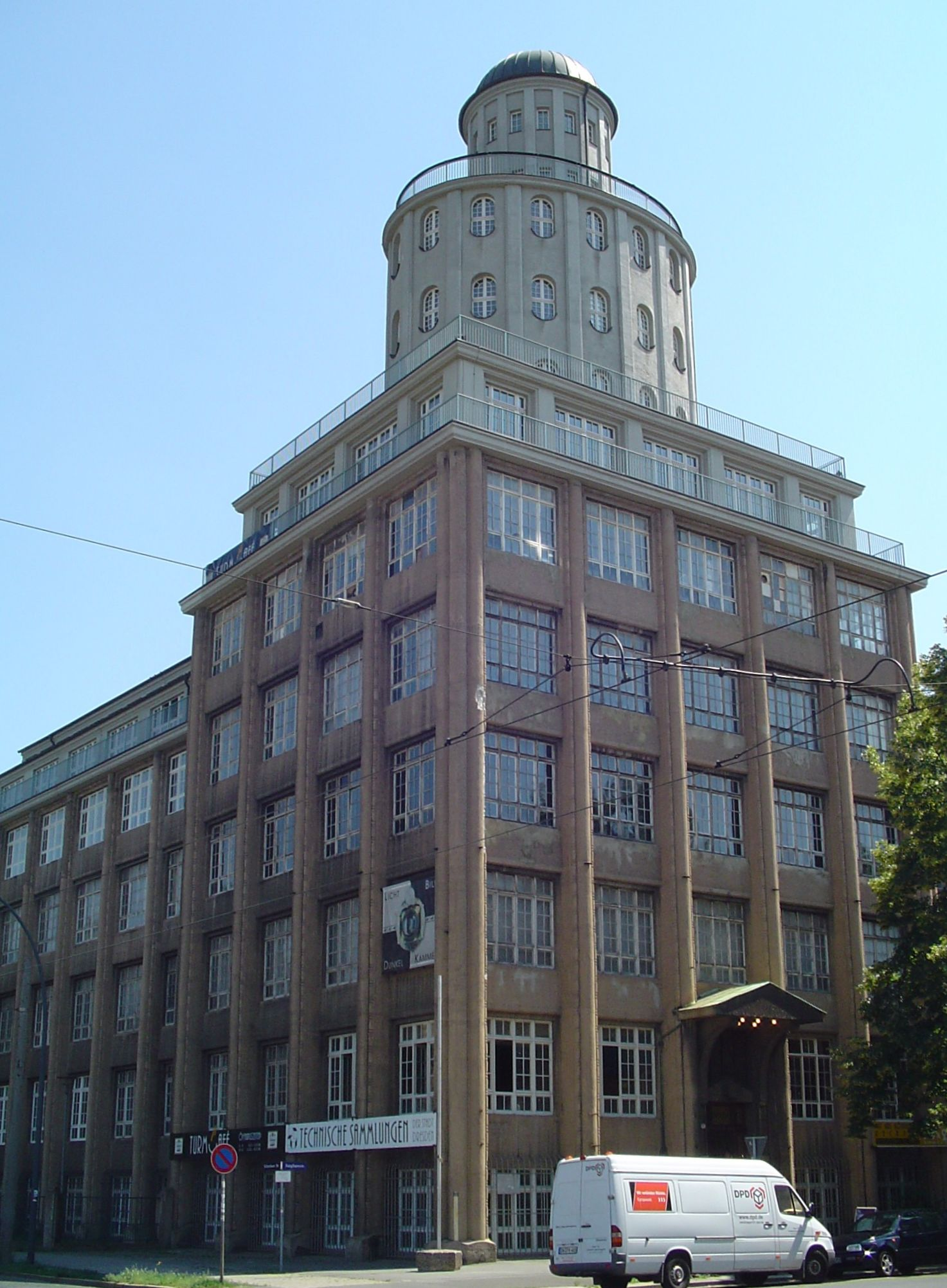
Die Turmsilhouette der Ernemann-Werke diente als Logo des VEB Pentacon

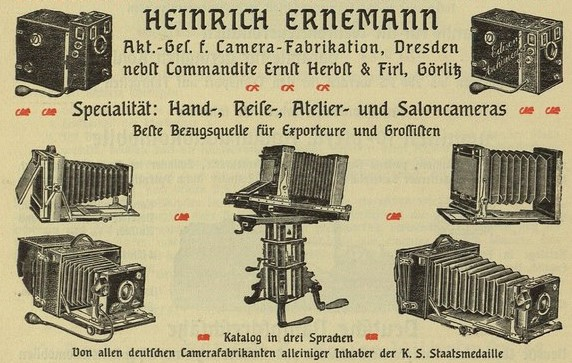
Pariser Weltausstellung 1900

Ernemann-Werbung in der Zeitschrift Jugend, 1911

Die Ernemann-Werke AG waren ein renommiertes Unternehmen für die Produktion von Photo- und Filmkameras sowie Kinoprojektoren mit Firmensitz in Dresden.

## Geschichte

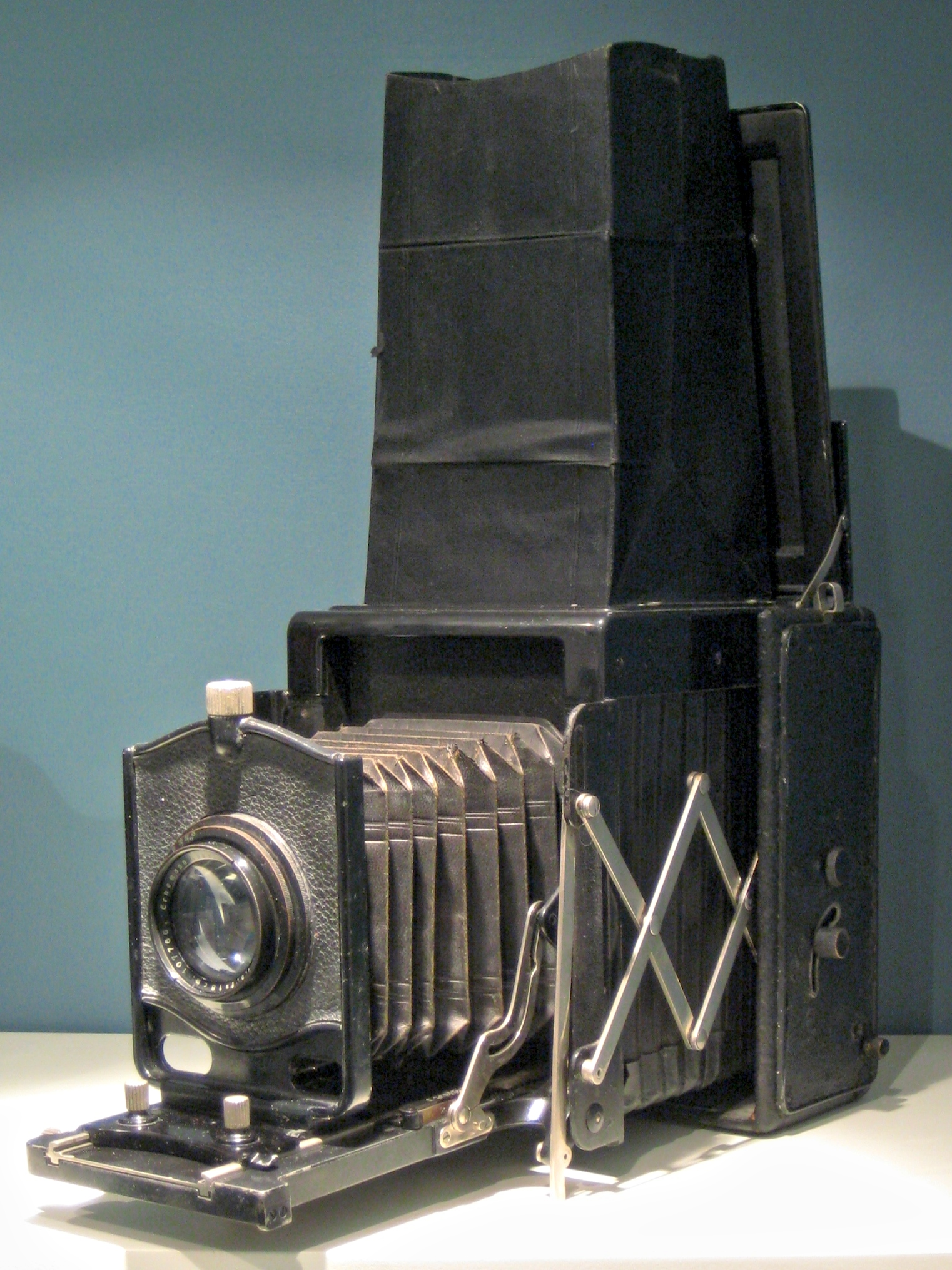
Ernoflex, 1923–27, im Technikmuseum Berlin

### Gründung
Der ab 1876 in Dresden ansässige, aus dem Eichsfeld stammende Kaufmann Heinrich Ernemann beteiligte sich 1889 an der Kameratischlerei von Wilhelm Franz Matthias in der Pirnaer Straße in Dresden. Der Name des gemeinsamen Unternehmens lautete „Dresdner photographische Apparate-Fabrik Ernemann & Matthias“. Nachdem Matthias 1891 aus dem Unternehmen ausgeschieden war, verlegte Ernemann den Betrieb 1892 von der Güterbahnhofstraße 10 in die Kaulbachstraße.

### Produktion von Fotoapparaten

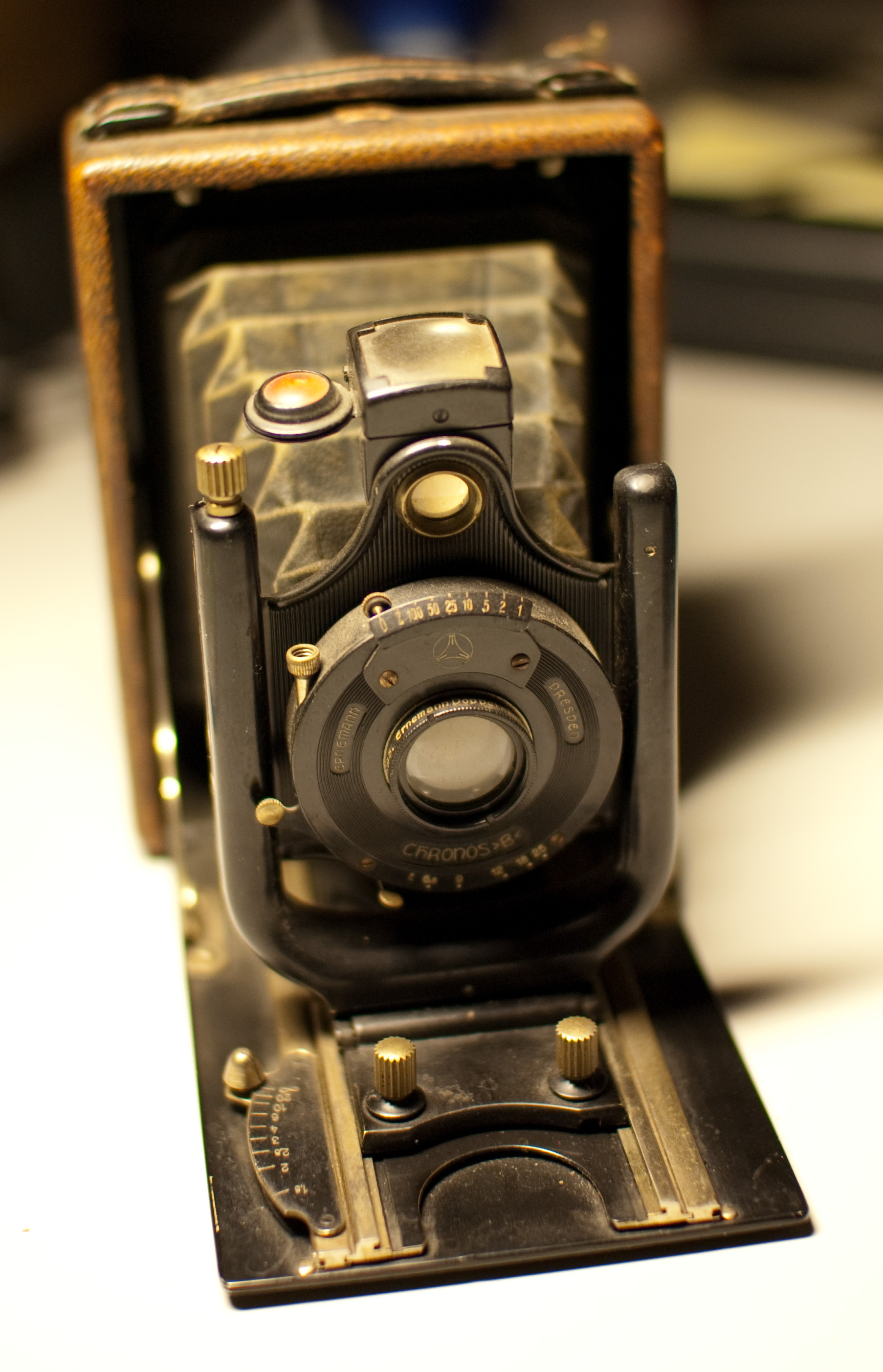
Ernemann Chronos B

Die folgenden Jahre waren von einer Expansion des Betriebes und häufigem Wechsel der Betriebsräume geprägt. Das Unternehmen produzierte zu diesem Zeitpunkt bereits mehrere Kameratypen, für die Patente angemeldet wurden. 1898 zog der Betrieb in die Ernemann-Werke, einen Fabrikneubau in der Schandauer Straße. 1899 wurde das Unternehmen in die „Heinrich Ernemann, Aktiengesellschaft für Camerafabrikation in Dresden“ umgewandelt. Im gleichen Jahr erwarb Ernemann das Unternehmen „Ernst Herbst & Firl, Fabrik photographischer Apparate“ in Görlitz. 1903 erschien das erste Mal das bekannte Warenzeichen, die Lichtgöttin, das bis Ende 1920 alle Ernemann-Produkte trugen.

### Produktion von Filmprojektoren

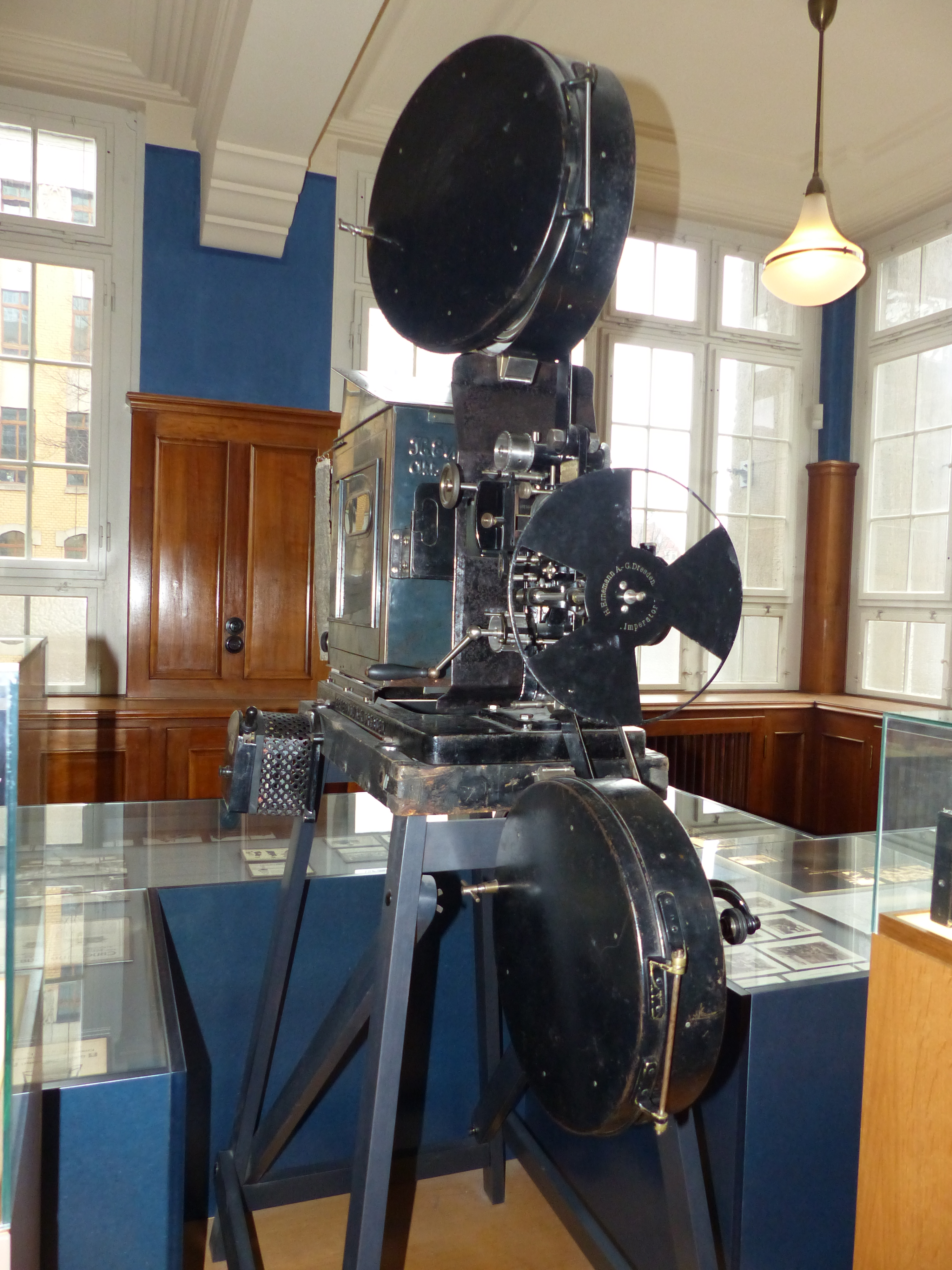
Filmprojektor Imperator, um 1910, Technische Sammlungen Dresden

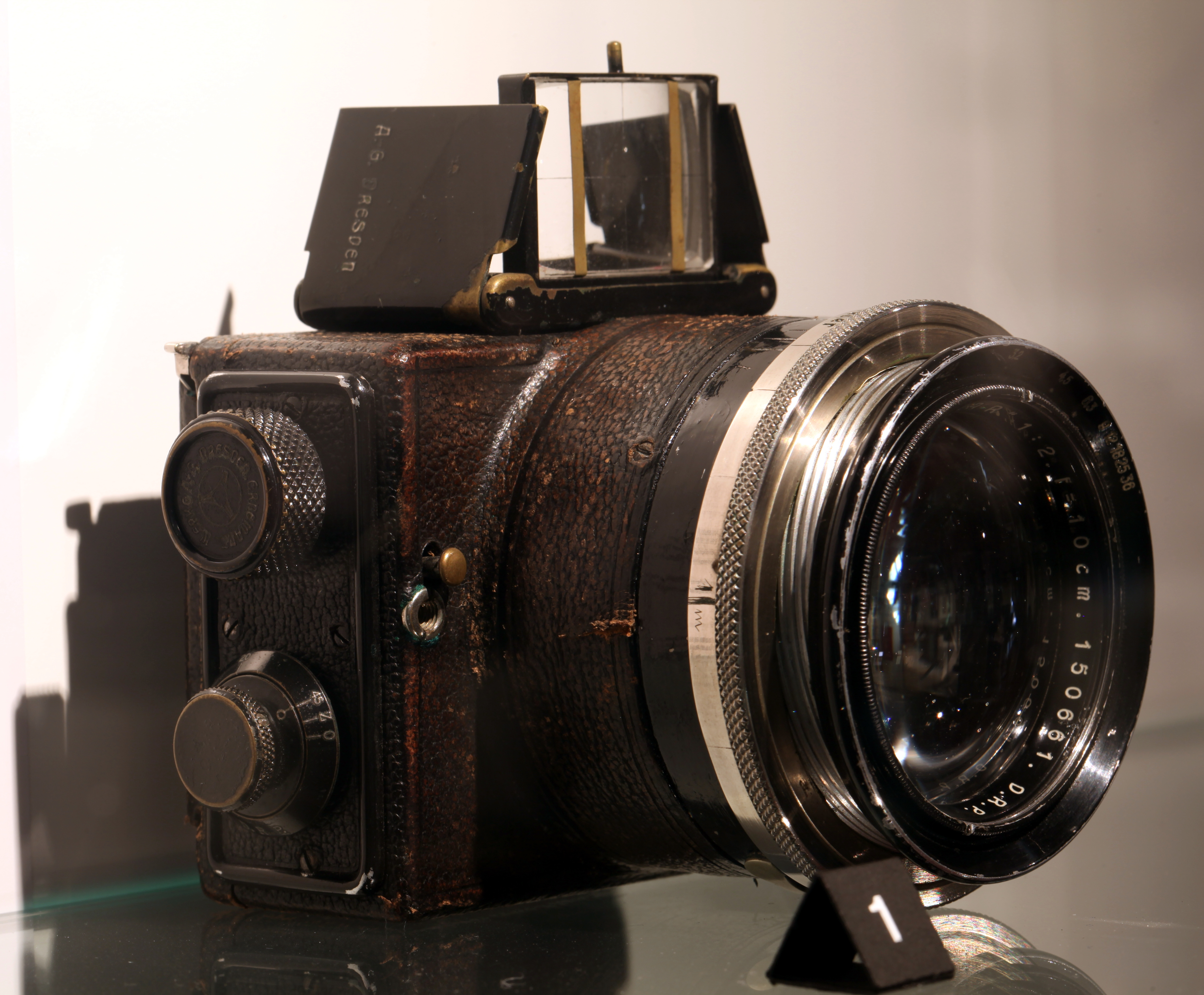
Die Ermanox mit dem Ernostar 1: 2

Mit Eintritt seines Sohnes Alexander Ernemann in die Kamerafabrik wurde die Produktion von Filmprojektoren ein weiterer Schwerpunkt. 1908 fertigte die Ernemann AG die ersten eigenen Objektive (Ernar, Ernoplast), die zuvor von der Optischen Anstalt C. P. Goerz AG Berlin und Carl Zeiss Jena bezogen worden waren. Im Jahr darauf stellte das Unternehmen mit dem 35-mm-Projektor „Imperator“ den wohl erfolgreichsten Filmprojektor vor dem Ersten Weltkrieg her. 1917 erfolgte die Umfirmierung in „Ernemann-Werke AG in Dresden“. Ernemann ging 1920 eine Interessengemeinschaft mit der Friedrich Krupp AG ein. Die daraus entstandene „Krupp-Ernemann Kinoapparate AG“ beschäftigte sich mit der Herstellung und dem Verkauf von Filmprojektoren. Die Zusammenarbeit drückte sich in einem neuen Warenzeichen aus: Das bisher genutzte Warenzeichen, die Lichtgöttin, wurde durch ein dreiteiliges Malteserkreuzgetriebe auf den drei Krupp-Ringen ersetzt.
Alle Ernemann-Produkte nutzten seither das neue Logo. Im Jahr 1923 wurde der noch bestehende Fabrikbau in der Schandauer Straße bezogen, dessen Turmsilhouette später das Logo des VEB Pentacon abgab. Das Gebäude beherbergt seither die Technischen Sammlungen Dresden. (Karte)
In der 1919 gegründeten Ernemann-Plattenfabrik in Bannewitz wurden von 1920 bis etwa 1928 fotografische Großplatten für die Kameras in einer 1907 als Strohgeflecht-Bleicherei vom Kaufmann Hans Feldhaus erbauten Chemiefabrik hergestellt. 1938 wurde hier die Produktion des 35-mm-Normaltonfilmprojektors „Ernemann VIIB“ aufgenommen. Dieses Gerät entwickelte sich schnell zum Verkaufsschlager, wurde weltweit exportiert und vielfach kopiert. Maschinen dieser Baureihe wurden bis in die 1970er Jahre gebaut und sind aufgrund ihrer enormen Haltbarkeit noch immer in Kinos anzutreffen.
Seit den 1950er Jahren stellte die Zeiss-Ikon AG Filmprojektoren mit dem Markennamen Ernemann her, die Weiterentwicklungen des „Ernemann VIIB“ (Modelle Ernemann VIII, VIIIb, IX, X, 12). Seit 1999 produziert die „Ernemann CineTec GmbH“, mit Sitz in Kiel, Filmprojektoren, deren Modellreihen ebenfalls Ernemann genannt wurden (seit 2005 „Ernemann 14“, seit 2007 „Ernemann 18“). Sie hatte sich den Markennamen beim Deutschen Patent- und Markenamt (dpma) unter der Nummer 300701 eintragen lassen. Zum 28. Februar 2013 wurde die Marke nach § 47 des Markenschutzgesetzes gelöscht.

### Ermanox
Eine der bedeutendsten Leistungen des Werkes auf dem Gebiet des Baus fotografischer Apparate ist 1924 die Fertigung der Kamera Ermanox, die insbesondere durch die Arbeiten des Bildjournalisten Erich Salomon bekannt wurde. Für die Ermanox entwickelte Ludwig Bertele 1923 das Ernostar-Objektiv. Mit einer Lichtstärke von 1:2 war es seinerzeit das lichtstärkste serienmäßig gefertigte Objektiv der Welt. Die Ermanox ermöglichte den Fotografen das Arbeiten unter zuvor technisch nicht zu bewältigenden Bedingungen, beispielsweise bei Nacht oder während Theateraufführungen. Im Jahr darauf konnte die Lichtstärke des Ernostar-Objektivs noch weiter auf 1:1,8 verbessert werden.

### Fusion mit Zeiss Ikon

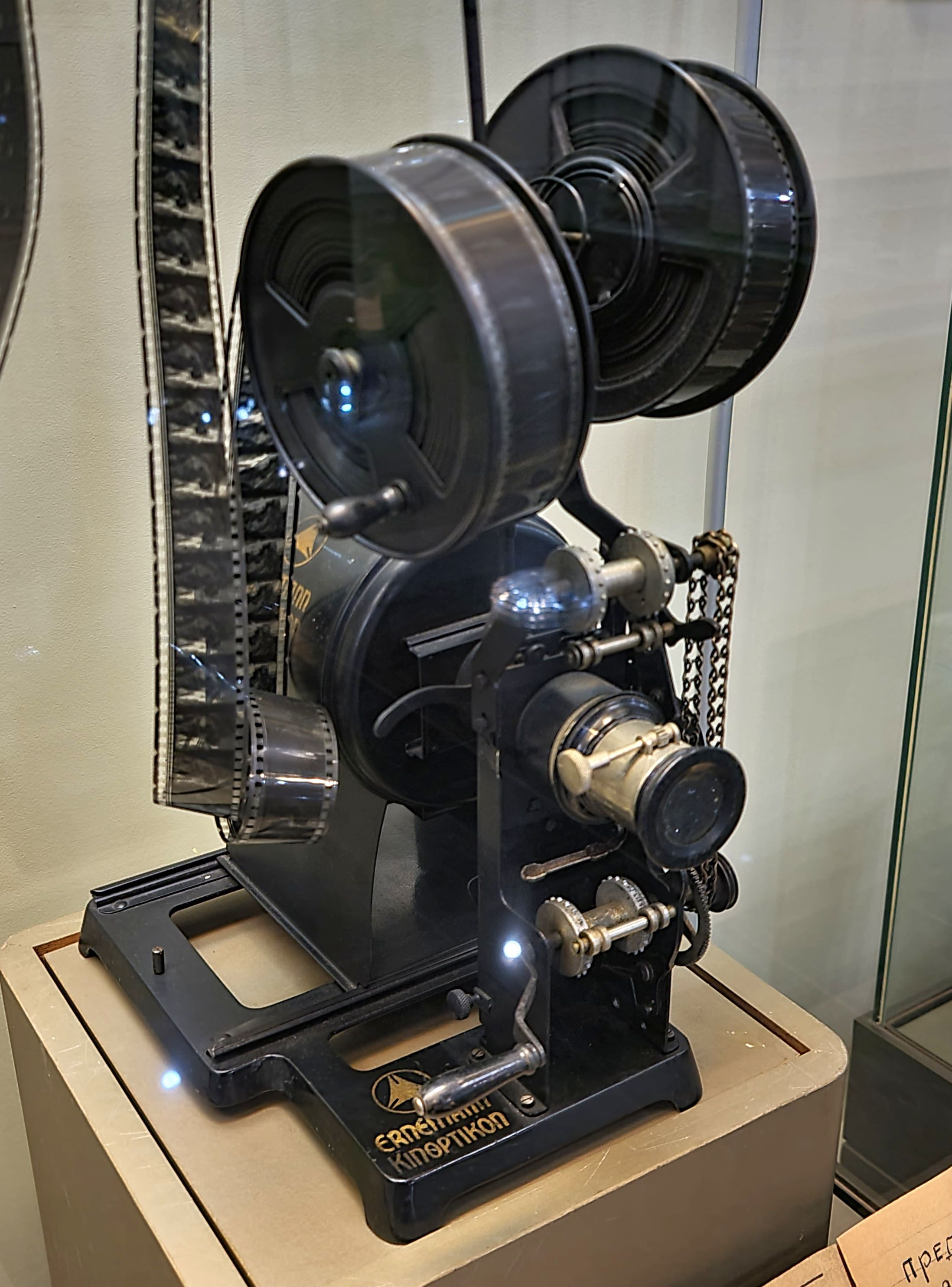

1926 fusionierte die „Ernemann-Werke“ mit der Optische Anstalt C. P. Goerz, der ICA und der Contessa-Nettel zur Zeiss Ikon. Damit endete nach 37 Jahren die Geschichte des Familienunternehmens. Heinrich Ernemann gehörte dem Aufsichtsrat des neu geschaffenen Unternehmens an. Da es sich bei Ernemann um einen eingeführten Namen mit sehr gutem Ruf handelte, wurden einige Ernemann-Marken von der Zeiss Ikon übernommen und noch mehrere Jahre weitergeführt. Ganz besonders galt es für den Kinobereich. Die Optische Anstalt C. P. Goerz und Ernemann mussten sich verpflichten, keine Objektive mehr herzustellen, sondern diese von Carl Zeiss in Jena zu beziehen. 1947 wurde das Dresdner Werk auf Befehl der sowjetischen Besatzungsmacht enteignet und später in einen Volkseigenen Betrieb überführt.

### Filmprojektoren (Auswahl)

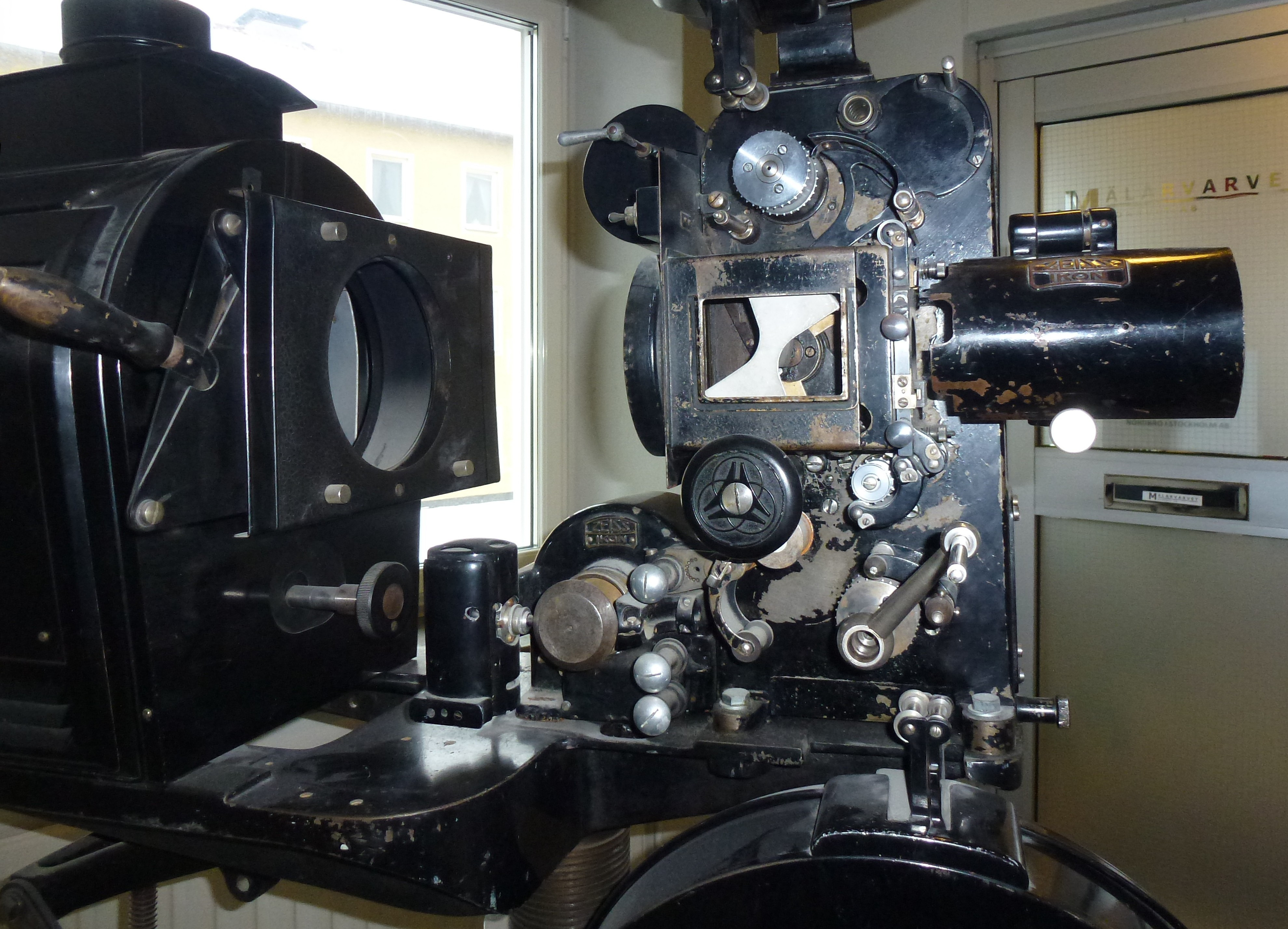
Filmführung eines Ernemann IV, Stockholms Filmskola
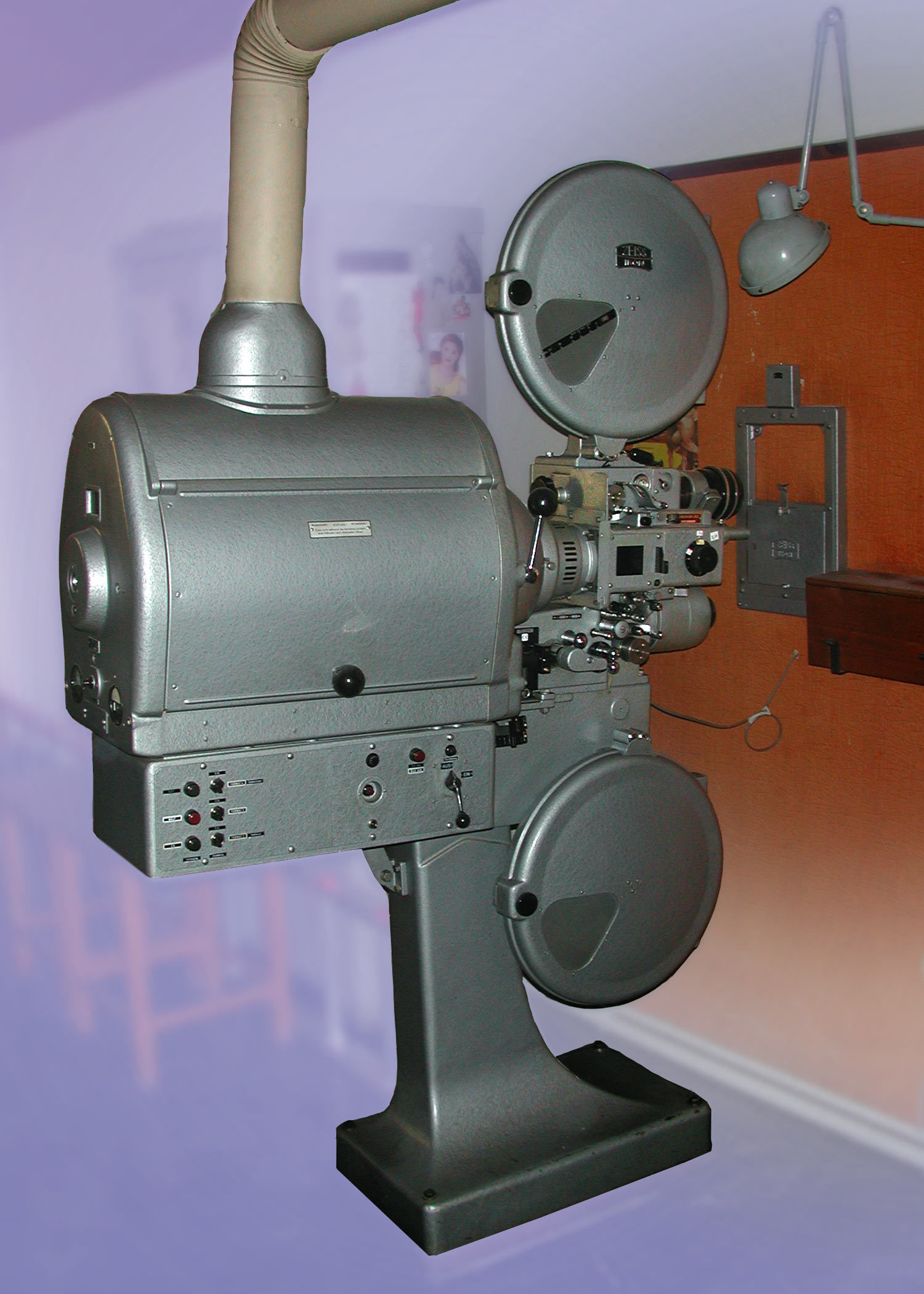
Ernemann VIIIb aus dem Kino Millstatt, jetzt im Kinomuseum Klagenfurt
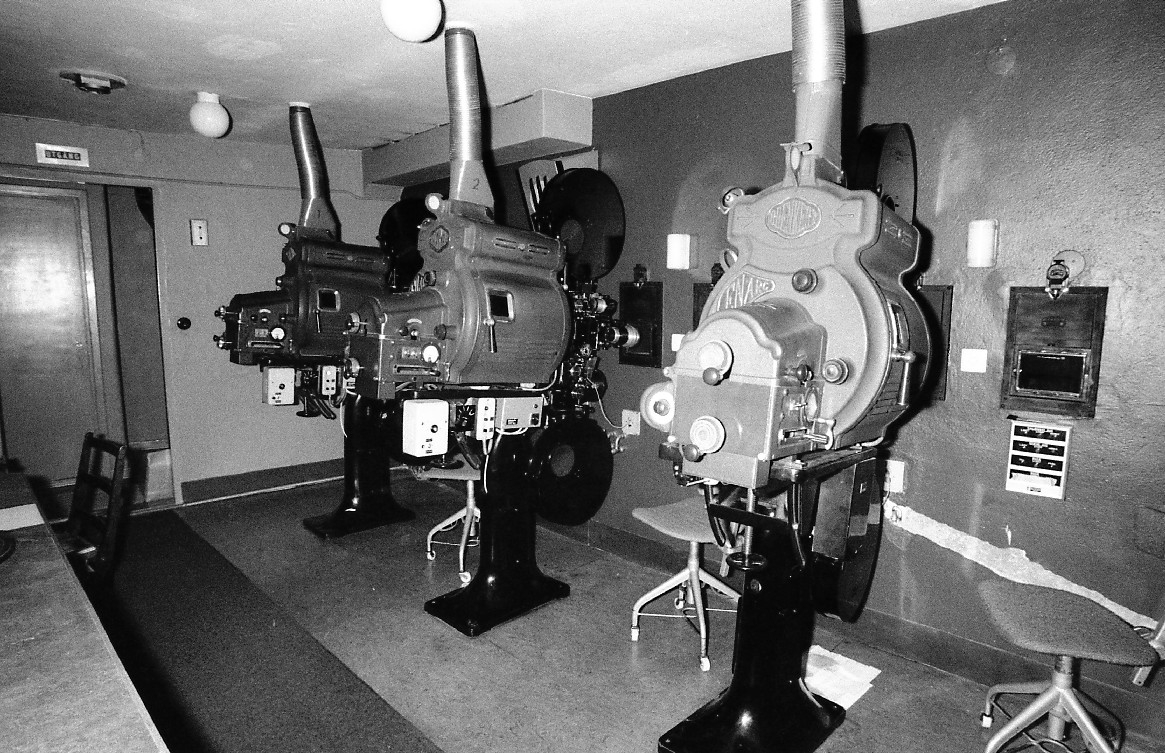
Drei Ernemann VII b im ehemaligen Esplanad/Parkett Theater in Stockholm. Lampenhäuser Brenkert Enarc aus amerikanischer Produktion.
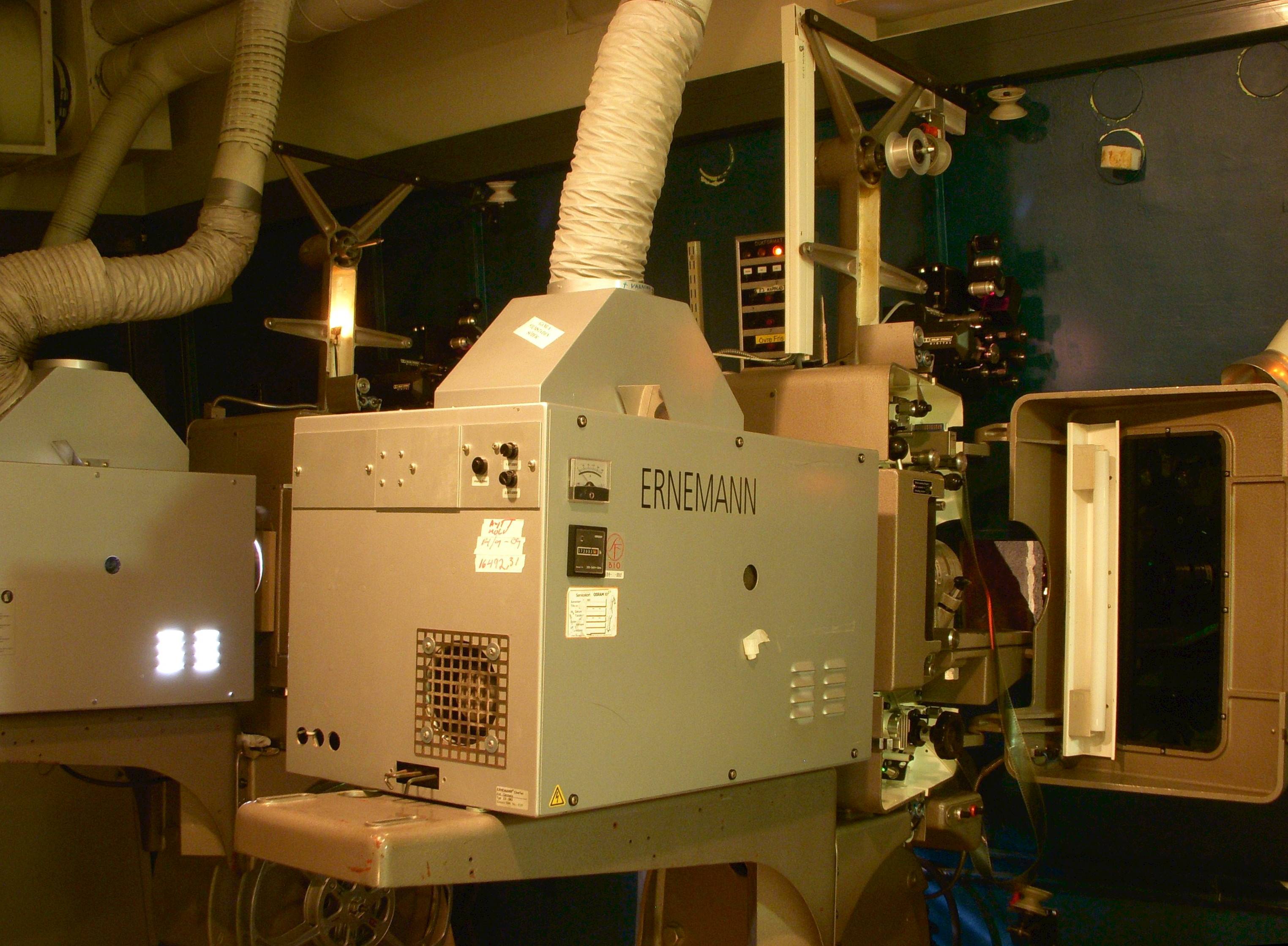
Zwei moderne Ernemann Lampengehäuse auf Philips 70mm Projektoren DP 70 im Skandia-Theater in Stockholm